# Rugby-Union-Weltmeisterschaft 1999

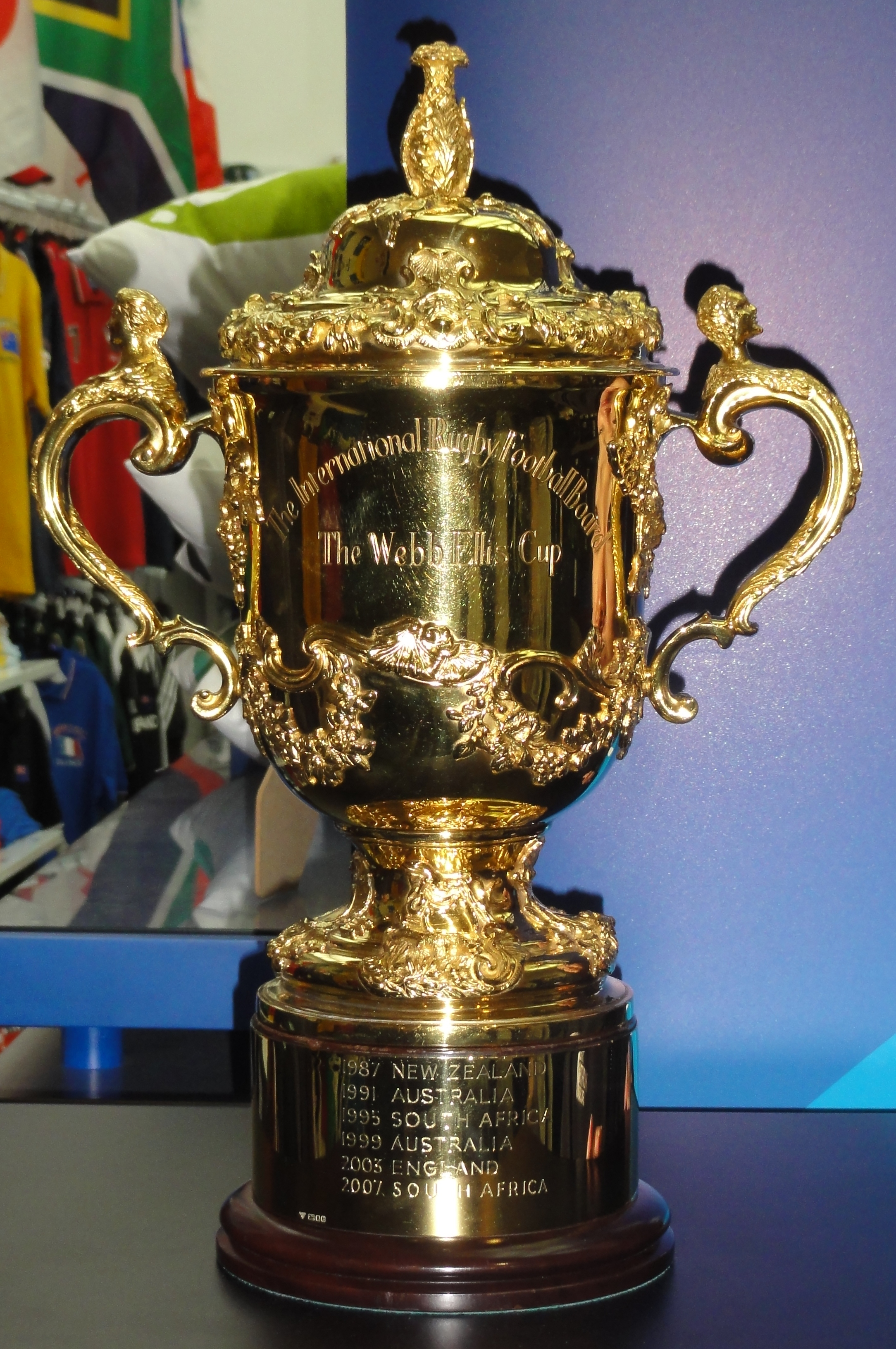
Der Webb Ellis Cup

Die Rugby-Union-Weltmeisterschaft 1999 (englisch 1999 Rugby World Cup; französisch Coupe du monde de rugby à XV 1999; irisch Corn Rugbaí an Domhain 1999; schottisch-gälisch Cupa Rugbaidh an t-Saoghail 1999; walisisch Cwpan Rygbi'r Byd 1999) fand vom 1. Oktober bis zum 6. November 1999 in den damaligen Five Nations England, Frankreich, Irland, Schottland und Wales (nomineller Gastgeber) statt. Es war die vierte Weltmeisterschaft im vierjährlichen Turnierzyklus, der vom Weltverband International Rugby Board (IRB; jetzt World Rugby) organisiert wird, und die zweite in der nördlichen Hemisphäre. Diese fünf Länder hatten bereits die Weltmeisterschaft 1991 gemeinsam ausgetragen. Dies war die erste Weltmeisterschaft seit der Professionalisierung des Rugby, nachdem der IRB nach der Rugby-Union-Weltmeisterschaft 1995 diese eingeleitet hatte.
Die Rugby-Union-Weltmeisterschaft 1999 war die erste mit 20 teilnehmenden Rugby-Union-Nationalmannschaften, nachdem an den drei ersten Weltmeisterschaften 16 Teams teilgenommen hatten. Der nominale Gastgeber Wales, der Titelverteidiger Südafrika, der Finalist Neuseeland und der Dritte Frankreich qualifizierten sich direkt für das Turnier, zusammen mit den 16 besten Mannschaften der Qualifikation (Argentinien, Australien, England, Fidschi, Irland, Italien, Japan, Kanada, Namibien, Rumänien, Samoa, Schottland, Spanien, Tonga, Uruguay und die Vereinigten Staaten). Während der Rugby-Union-Weltmeisterschaft 1999 wurden 41 Spiele absolviert, darunter 24 in der Vorrunde, drei in der Hoffnungsrunde und acht in der Finalrunde, einschließlich des Finales. Die Mannschaften wurden in fünf Gruppen zu je vier Teams eingeteilt, wobei jedes einmal gegen die anderen der Gruppe antrat. Die beste Mannschaft jeder Gruppe erreichte hiernach das Viertelfinale, während die sechs besten Gruppenzweiten in der Hoffnungsrunde um die anderen drei Plätze für das Viertelfinale antraten. Die Viertelfinalisten qualifizierten sich direkt für die darauf folgende Rugby-Union-Weltmeisterschaft 2003 in Australien.
Weltmeister wurden die australischen Wallabies, die im Finale im Cardiffer Millennium Stadium Frankreich mit 35:12 besiegten und damit ihren zweiten Weltmeistertitel gewannen, der ersten Mannschaft, der dies gelang. Sie waren auch der erste Weltmeister, der sich zuvor für das Turnier qualifizieren musste. Der Titelverteidiger Südafrika wurde Dritter und Neuseeland Vierter. Das Halbfinale zwischen Frankreich und Neuseeland, das Les Bleus gegen die All Blacks mit 43:31 gewannen, gilt als eines der besten Spiele der Rugby-Union-Weltmeisterschaftsgeschichte. Der Cricket World Cup 1999 wurde auf ähnliche Weise in fünf europäischen Ländern ausgetragen (mit den Niederlanden anstelle Frankreichs) und ebenfalls von Australien gewonnen, womit es das erste Land wurde, das beide Weltmeisterschaften im selben Jahr gewann. Für Frankreich war dies zusammen mit der Fußball-Weltmeisterschaft 1998 eines von zwei großen Sportturnieren innerhalb von zwei Jahren und die jeweiligen Nationalmannschaften erreichten die Weltmeisterschaftsendspiele in zwei von Frankreichs beliebtesten Sportarten.
Da an der Rugby-Union-Weltmeisterschaft 1999 erstmals 20 Teams teilnehmen durften, debütierten bei diesem Turnier gleich drei Nationalmannschaften, die meisten Debütanten seit der ersten Weltmeisterschaft 1987. Die Nationalmannschaften Namibias, Spaniens und Uruguays nahmen erstmals an einer WM teil, schieden jedoch bereits in der Vorrunde wieder aus.

## Vergabe
Der IRB vergab die Weltmeisterschaft 1999 an die Länder, die damals jährlich die Five Nations ausspielten. Der walisische Verband einigte sich mit den anderen Verbänden der Five Nations, so dass Spiele auch in England, Frankreich, Irland und Schottland stattfanden. Herzstück der walisischen Kandidatur war das neue, 126 Millionen Pfund teure Millennium Stadium in Cardiff, das durch Lotterieeinnahmen und Privatinvestitionen finanziert wurde.

## Qualifikation
Zwanzig Mannschaften hatten sich für die Weltmeisterschaft 1999 qualifiziert: Der nominelle Gastgeber Wales, der Titelverteidiger Südafrika, der Finalist Neuseeland und der Dritte Frankreich qualifizierten sich automatisch. Um die restlichen 16 Startplätze trugen 65 Mannschaften, so viele wie nie zuvor, Qualifikationsspiele aus. Die Mannschaften Namibias, Spaniens und Uruguay qualifizierten sich zum ersten Mal für eine Weltmeisterschaft, und ergänzten zusammen mit Fidschi, das die vorherige Weltmeisterschaft 1995 in Südafrika verpasste, die Liste der 16 teilnehmenden Mannschaften der WM 1995 zur Mannschaftsliste der WM 1999.

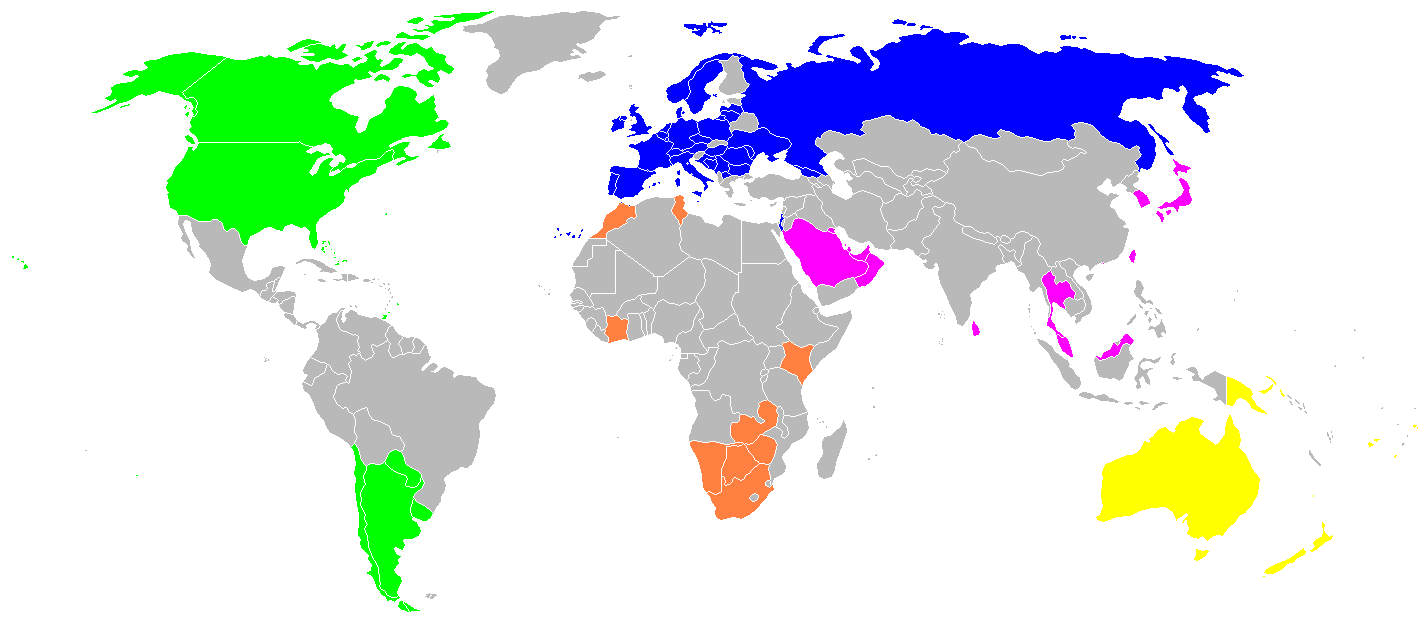
An der Qualifikation beteiligte Länder nach Kontinentalverbänden; insgesamt 65 Teams nahmen teil.
Afrika
Amerika
Asien
Europa/Nordasien
Ozeanien

Teilnehmende Länder der Rugby-Union-Weltmeisterschaft 1999:
Gastgeber
Qualifiziert als Top Drei 1995
Qualifikation
In der Qualifikation gescheitert
Keine Teilnahme

| Land               | Qualifikationsgrundlage | WM-Teilnahme | Letztmalige WM-Teilnahme | Bestes Ergebnis                  | Gruppe |
| ------------------ | ----------------------- | ------------ | ------------------------ | -------------------------------- | ------ |
| Wales              | Nomineller Gastgeber    | Vierte       | 1995                     | Dritter (1987)                   | D      |
| Südafrika          | Automatisch             | Zweite       | 1995                     | Weltmeister (1995)               | A      |
| Neuseeland         | Automatisch             | Vierte       | 1995                     | Weltmeister (1987)               | B      |
| Frankreich         | Automatisch             | Vierte       | 1995                     | Finalist (1987)                  | C      |
| Argentinien        | Qualifikation           | Vierte       | 1995                     | Vorrunde (1987, 1991, 1995)      | D      |
| Australien         | Qualifikation           | Vierte       | 1995                     | Weltmeister (1991)               | E      |
| England            | Qualifikation           | Vierte       | 1995                     | Finalist (1991)                  | B      |
| Fidschi            | Qualifikation           | Dritte       | 1991                     | Viertelfinale (1987)             | C      |
| Irland             | Qualifikation           | Vierte       | 1995                     | Viertelfinale (1987, 1991, 1995) | E      |
| Italien            | Qualifikation           | Vierte       | 1995                     | Vorrunde (1987, 1991, 1995)      | B      |
| Japan              | Qualifikation           | Vierte       | 1995                     | Vorrunde (1987, 1991, 1995)      | D      |
| Kanada             | Qualifikation           | Vierte       | 1995                     | Viertelfinale (1991)             | C      |
| Namibia            | Qualifikation           | Erste        | –                        | Debüt                            | C      |
| Rumänien           | Qualifikation           | Vierte       | 1995                     | Vorrunde (1987, 1991, 1995)      | E      |
| Samoa              | Qualifikation           | Dritte       | 1995                     | Viertelfinale (1991, 1995)       | D      |
| Schottland         | Qualifikation           | Vierte       | 1995                     | Vierter (1991)                   | A      |
| Spanien            | Qualifikation           | Erste        | –                        | Debüt                            | A      |
| Tonga              | Qualifikation           | Dritte       | 1995                     | Vorrunde (1987, 1995)            | B      |
| Uruguay            | Qualifikation           | Erste        | –                        | Debüt                            | A      |
| Vereinigte Staaten | Qualifikation           | Dritte       | 1995                     | Vorrunde (1987, 1991)            | E      |

## Austragungsorte

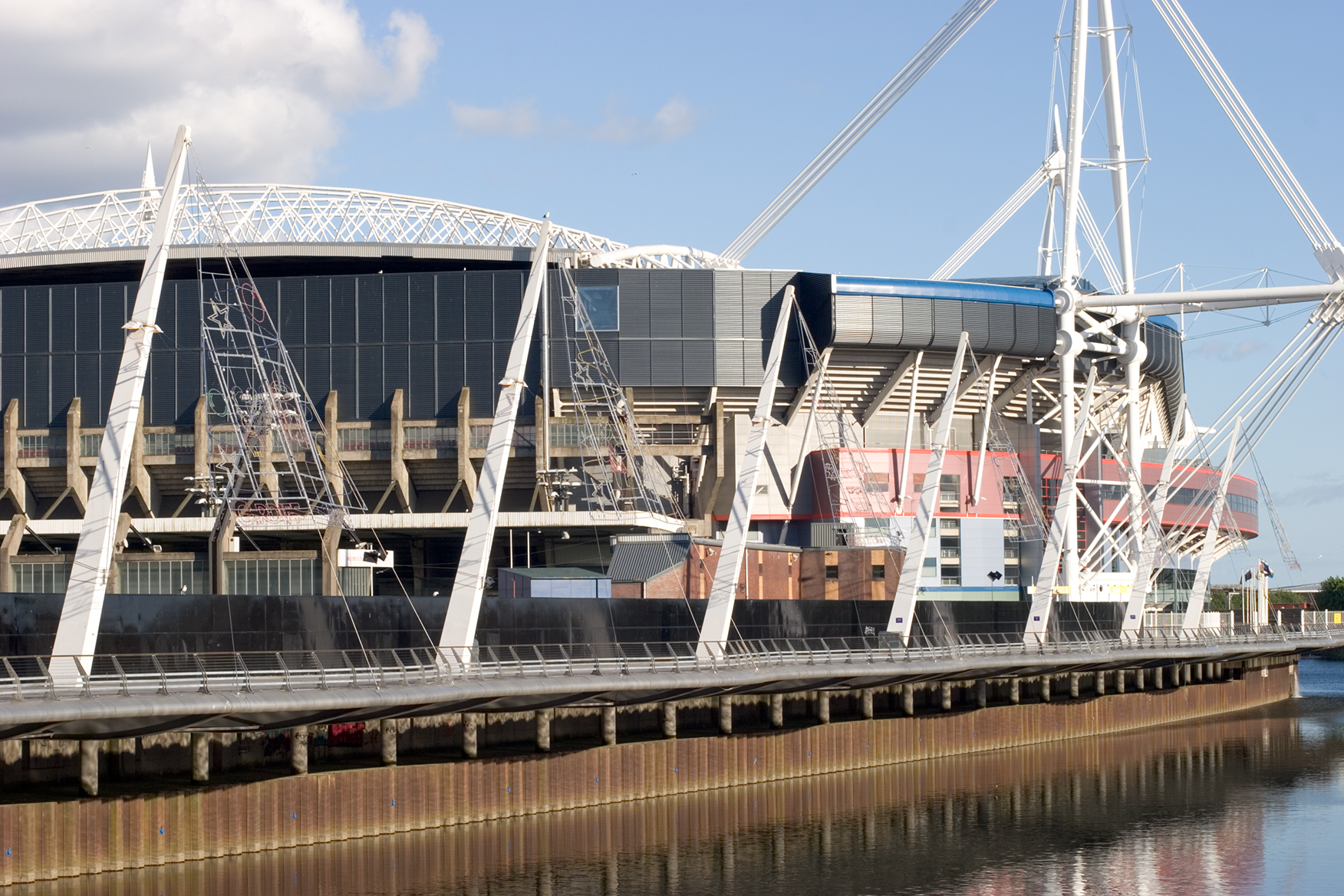
Das Cardiffer Millennium Stadium, Kern der walisischen Bewerbung für die Weltmeisterschaft 1999

Kern der walisischen Bewerbung für die Weltmeisterschaft 1999 war das neue Millennium Stadium in Cardiff, dessen Baukosten sich auf 126 Millionen Pfund beliefen. Nur gerade neun der 41 Spiele wurden im nominellen Gastgeberland ausgetragen, nachdem sich der Welsh Rugby Union mit den Verbänden Englands, Frankreichs, Irlands und Schottland geeinigt hatte, Spiele auch in den anderen vier Ländern austragen zu lassen.
Die Weltmeisterschaft 1999 wurde daraufhin von Wales, England, Frankreich, Irland und Schottland zusammen ausgetragen und Spiele fanden in allen fünf Ländern statt. Alle Spiele der Gruppe A fanden in Schottland statt, Gruppe B in England, Gruppe C in Frankreich, Gruppe D in Wales und Gruppe E in Irland. Die Hoffnungsrunde für das Viertelfinale und das anschließende Viertelfinale wurde in drei Stadien ausgetragen, während das Halbfinale im Londoner Twickenham Stadion stattfand. Sowohl das Spiel um Platz 3 als auch das Finale wurden im Millennium Stadium in Cardiff ausgetragen, das neben dem Nationalstadion in Cardiff Arms Park errichtet wurde.
Englische Stadien waren Twickenham und Welford Road (beide Rugbystadien), sowie Ashton Gate in Bristol und Kirklees in Huddersfield, die für gewöhnlich Fußball anbieten. Schottische Stadien waren Murrayfield Stadium, Sitz der Scottish Rugby Union; Hampden Park, Sitz der Scottish Football Association; und das kleinste Stadion der WM 1999: Netherdale in Galashiels, Scottish Borders. Stadien in Irland waren Lansdowne Road, der traditionelle Sitz der Irish Rugby Football Union, sowie Ravenhill en Thomond Park. In Frankreich wurden fünf Stadien verwendet, die meisten der fünf Gastgeber, darunter das französische Nationalstadion, Stade de France, das sowohl das Finale der Fußball-Weltmeisterschaft 1998 als auch der Rugby-Union-Weltmeisterschaft 2007 austrug. Der nominelle Gastgeber Wales verwendete drei Stadien während des Turnieres: Die Millennium Stadium in Cardiff, Racecourse Ground in Wrexham und Stradey Park in Llanelli.
| Cardiff             | Wrexham           | Llanelli          | Saint-Denis              | London               |
| ------------------- | ----------------- | ----------------- | ------------------------ | -------------------- |
| Millennium Stadium  | Racecourse Ground | Stradey Park      | Stade de France          | Twickenham Stadium   |
| Kapazität: 74.500   | Kapazität: 15.500 | Kapazität: 10.800 | Kapazität: 80.000        | Kapazität: 75.000    |
|                     |                   |                   |                          |                      |
| Edinburgh           | Glasgow           | Dublin            | Lens                     | Bordeaux             |
| Murrayfield Stadium | Hampden Park      | Lansdowne Road    | Stade Félix-Bollaert     | Parc Lescure         |
| Kapazität: 67.500   | Kapazität: 52.500 | Kapazität: 49.250 | Kapazität: 41.800        | Kapazität: 38.327    |
|                     |                   |                   |                          |                      |
|                     | Limerick          | Belfast           | Galashiels               |                      |
|                     | Thomond Park      | Ravenhill Stadium | Netherdale               |                      |
|                     | Kapazität: 13.500 | Kapazität: 12.500 | Kapazität: 6.000         |                      |
|                     |                   |                   |                          |                      |
| Toulouse            | Huddersfield      | Bristol           | Béziers                  | Leicester            |
| Stadium Municipal   | Kirklees Stadium  | Ashton Gate       | Stade de la Méditerranée | Welford Road Stadium |
| Kapazität: 37 000   | Kapazität: 24 500 | Kapazität: 21 500 | Kapazität: 18 000        | Kapazität: 16 500    |
|                     |                   |                   |                          |                      |

| London |

| Cardiff |

| Leicester |

| Llanelli |

| Wrexham |

| Huddersfield |

| Bristol |

| London |

| Cardiff |

| Leicester |

| Llanelli |

| Wrexham |

| Huddersfield |

| Bristol |

| Belfast |

| Dublin |

| Edinburgh |

| Glasgow |

| Limerick |

| Galashiels |

| Belfast |

| Dublin |

| Edinburgh |

| Glasgow |

| Limerick |

| Galashiels |

| Saint-Denis |

| Toulouse |

| Lens |

| Bordeaux |

| Béziers |

| Saint-Denis |

| Toulouse |

| Lens |

| Bordeaux |

| Béziers |

## Format
Die Rugby-Union-Weltmeisterschaft 1999 wurde über 35 Tage zwischen 20 verschiedenen Mannschaften über 41 Spiele ausgetragen. Sie begann am 1. Oktober 1999 im Cardiffer Millennium Stadium mit dem Eröffnungsspiel zwischen dem nominellen Gastgeber Wales und Argentinien. Das Turnier endete am 6. November im denselben Stadion mit dem Finale zwischen Australien und Frankreich, wobei die Wallabies den Webb Ellis Cup gewannen.

### Spielplan
Die nachfolgende Tabelle zeigt das tägliche Programm der Rugby-Union-Weltmeisterschaft 1999. Dabei steht ein rotes Kästchen für die Eröffnungs- und Schlusszeremonie, ein violettes Kästchen für Vorrundenspiele, ein zyanblaues Kästchen für die Hoffnungsrunde, ein grünes Kästchen für Finalrundenspiele, ein blaues Kästchen für das Spiel um Platz 3 und ein gelbes Kästchen für das Finale.
| Gruppenphase Oktober        | Fr. 1.  | Sa. 2.  | So. 3.  | Mo. 4.  | Di. 5.  | Mi. 6.  | Do. 7.  | Fr. 8.  | Sa. 9.  | So. 10. | Mo. 11. | Di. 12. | Mi. 13. | Do. 14. | Fr. 15. | Sa. 16. | So. 17. | Mo. 18. | Di. 19. |
| --------------------------- | ------- | ------- | ------- | ------- | ------- | ------- | ------- | ------- | ------- | ------- | ------- | ------- | ------- | ------- | ------- | ------- | ------- | ------- | ------- |
| Zeremonien                  |         |         |         |         |         |         |         |         |         |         |         |         |         |         |         |         |         |         |         |
| Gruppe 1                    |         | 1       | 1       |         |         |         |         | 1       |         | 1       |         |         |         |         | 1       | 1       |         |         |         |
| Gruppe 2                    |         | 1       | 1       |         |         |         |         |         | 1       | 1       |         |         |         | 1       | 1       |         |         |         |         |
| Gruppe 3                    | 1       | 1       |         |         |         |         |         | 1       | 1       |         |         |         |         | 1       |         | 1       |         |         |         |
| Gruppe 4                    | 1       |         | 1       |         |         |         |         |         | 1       | 1       |         |         |         | 1       |         | 1       |         |         |         |
| Gruppe 5                    |         | 1       | 1       |         |         |         |         |         | 1       | 1       |         |         |         | 1       | 1       |         |         |         |         |
| Finalrunde Oktober/November | Mi. 20. | Do. 21. | Fr. 22. | Sa. 23. | So. 24. | Mo. 25. | Di. 26. | Mi. 27. | Do. 28. | Fr. 29. | Sa. 30. | So. 31. | Mo. 1.  | Di. 2.  | Mi. 3.  | Do. 4.  | Fr. 5.  | Sa. 6.  |         |
| Zeremonien                  |         |         |         |         |         |         |         |         |         |         |         |         |         |         |         |         |         |         |         |
| Finalrunde                  | 3       |         |         | 1       | 3       |         |         |         |         |         | 1       | 1       |         |         |         | 1       |         | 1       |         |

| Farblegende                  | Farblegende |
| ---------------------------- | ----------- |
| Eröffnungs- und Schlussfeier |             |
| Gruppenspiele                |             |
| Hoffnungsrunde               |             |
| Finalrunde                   |             |
| Spiel um Platz 3             |             |
| Finale                       |             |

### Gruppen
| Gruppe A                             | Gruppe B                         | Gruppe C                          | Gruppe D                      | Gruppe E                                      |
| ------------------------------------ | -------------------------------- | --------------------------------- | ----------------------------- | --------------------------------------------- |
| Südafrika Schottland Spanien Uruguay | Neuseeland England Italien Tonga | Frankreich Fidschi Kanada Namibia | Wales Argentinien Samoa Japan | Australien Irland Vereinigte Staaten Rumänien |

Die Vorrundenspiele waren unter den fünf Gastgebern folgendermaßen aufgeteilt:
- Gruppe A wurde in Schottland ausgetragen
- Gruppe B wurde in England ausgetragen
- Gruppe C wurde in Frankreich ausgetragen
- Gruppe D wurde in Wales ausgetragen
- Gruppe E wurde in Irland ausgetragen

### Vorrunde
Erstmals nahmen 20 Mannschaften an einer Weltmeisterschaft teil und diese wurden für die Vorrunde in fünf Gruppen zu je vier Mannschaften eingeteilt; jede Mannschaft bestritt ein Spiel gegen jede andere Mannschaft in derselben Gruppe, demzufolge absolvierte jedes Team vier Spiele in der Vorrunde. Für einen Sieg gab es drei Tabellenpunkte, für ein Unentschieden zwei Punkte und einen Punkt für eine Niederlage; hatten zwei Mannschaften dieselbe Anzahl Tabellenpunkte, wurde der Tabellenrang nach Gesamtpunktzahl ermittelt.
Die Tabellenränge wurden anhand des folgenden Punktesystems ermittelt:
- Drei Spielpunkte für einen Sieg;
- Zwei für ein Unentschieden;
- Einen für eine Niederlage.

Am Ende der Vorrunde wurden die Mannschaften, basierend auf den gesammelten Spielpunkten, vom ersten bis zum vierten Platz eingestuft, wobei die Gruppensieger sich direkt für das Viertelfinale qualifizierten. Um die drei weiteren Viertelfinalplätze spielten die Zweitplatzierten und der beste Gruppendritte in einer Hoffnungsrunde. Waren zwei Teams punktgleich, wurde die Platzierung nach Gesamtpunktzahl ermittelt.

### Finalrunde
Ab dieser Phase nahm das Turnier ein K.-o.-System an bestehend aus acht Spielen: vier Viertelfinals, zwei Halbfinals, ein Spiel um Platz 3 und das Finale.
Die Gruppenersten und die Gewinner der Hoffnungsrunde erreichten jeweils die Finalrunde. Dabei trafen die vier besten Gruppenersten im Viertelfinale auf die Gewinner der Hoffnungsrunde bzw. den Gruppenersten mit den wenigsten Punkten. Teams aus derselben Gruppe konnten erst wieder im Spiel um Platz 3 oder dem Finale aufeinandertreffen.
Die Finalrunde begann mit den Viertelfinalspielen. Jedes Spiel musste zwingend mit einem Sieg enden. Stand es in einer Begegnung nach der regulären Spielzeit von 80 Minuten unentschieden, folgte eine Verlängerung von 2 × 10 Minuten. War noch immer kein Sieger ermittelt, gab es eine weitere Verlängerung von zehn Minuten Dauer mit Sudden Death. Wenn auch nach insgesamt 110 Minuten immer noch kein Sieger feststand, wäre der Sieger in einem Platztrittschießen zu den Torstangen bestimmt worden.

### Einfluss auf die WM-Qualifikation 2003
Die acht Viertelfinalmannschaften qualifizierten sich direkt für die darauf folgende Weltmeisterschaft 2003 in Australien. Diese waren Argentinien, Australien, England, Frankreich, Neuseeland, Schottland, Südafrika und Wales.

## Schiedsrichter
Während des Turnieres wurden 16 Schiedsrichter eingesetzt.
| - Andrew Cole (Australien) - Stuart Dickinson (Australien) - Wayne Erickson (Australien) - Peter Marshall (Australien) - Brian Campsall (England) - Ed Morrison (England) - Chris White (England) - Joël Dume (Frankreich) | - David McHugh (Irland) - Colin Hawke (Neuseeland) - Paul Honiss (Neuseeland) - Paddy O’Brien (Neuseeland) - Jim Fleming (Schottland) - André Watson (Südafrika) - Derek Bevan (Wales) - Clayton Thomas (Wales) |

## Vorrunde
Für einen Sieg gab es zwei Punkte, für ein Unentschieden einen Punkte und bei einer Niederlage keinen Punkt. Die Gruppensieger qualifizierten sich direkt für das Viertelfinale. Um die drei weiteren Viertelfinalplätze spielten die Zweitplatzierten und der beste Gruppendritte in einer Hoffnungsrunde.

### Gruppe A
|    | Land       | Spiele | Siege | Unent. | Ndlg. | Spiel- punkte | Diff. | Tabellen- punkte |
| -- | ---------- | ------ | ----- | ------ | ----- | ------------- | ----- | ---------------- |
| 1. | Südafrika  | 3      | 3     | 0      | 0     | 132:35        | + 97  | 6                |
| 2. | Schottland | 3      | 2     | 0      | 1     | 120:58        | + 62  | 4                |
| 3. | Uruguay    | 3      | 1     | 0      | 2     | 42:97         | − 55  | 2                |
| 4. | Spanien    | 3      | 0     | 0      | 3     | 18:122        | − 104 | 0                |

| 2. Oktober 1999 | Uruguay | 27 : 15 | Spanien | Netherdale, Galashiels |
| 2. Oktober 1999 |         |         |         | Netherdale, Galashiels |

| 3. Oktober 1999 | Schottland | 29 : 46 | Südafrika | Murrayfield Stadium, Edinburgh |
| 3. Oktober 1999 |            |         |           | Murrayfield Stadium, Edinburgh |

| 8. Oktober 1999 | Schottland | 43 : 12 | Uruguay | Murrayfield Stadium, Edinburgh |
| 8. Oktober 1999 |            |         |         | Murrayfield Stadium, Edinburgh |

| 10. Oktober 1999 | Südafrika | 47 : 3 | Spanien | Murrayfield Stadium, Edinburgh |
| 10. Oktober 1999 |           |        |         | Murrayfield Stadium, Edinburgh |

| 15. Oktober 1999 | Südafrika | 39 : 3 | Uruguay | Hampden Park, Glasgow |
| 15. Oktober 1999 |           |        |         | Hampden Park, Glasgow |

| 16. Oktober 1999 | Schottland | 48 : 0 | Spanien | Murrayfield Stadium, Edinburgh |
| 16. Oktober 1999 |            |        |         | Murrayfield Stadium, Edinburgh |

### Gruppe B
|    | Land       | Spiele | Siege | Unent. | Ndlg. | Spiel- punkte | Diff. | Tabellen- punkte |
| -- | ---------- | ------ | ----- | ------ | ----- | ------------- | ----- | ---------------- |
| 1. | Neuseeland | 3      | 3     | 0      | 0     | 176:28        | + 148 | 6                |
| 2. | England    | 3      | 2     | 0      | 1     | 184:47        | + 137 | 4                |
| 3. | Tonga      | 3      | 1     | 0      | 2     | 47:171        | − 124 | 2                |
| 4. | Italien    | 3      | 0     | 0      | 3     | 35:196        | − 161 | 0                |

| 2. Oktober 1999 | England | 67 : 7 | Italien | Twickenham Stadium, London |
| 2. Oktober 1999 |         |        |         | Twickenham Stadium, London |

| 3. Oktober 1999 | Neuseeland | 45 : 9 | Tonga | Ashton Gate, Bristol |
| 3. Oktober 1999 |            |        |       | Ashton Gate, Bristol |

| 9. Oktober 1999 | England | 16 : 30 | Neuseeland | Twickenham Stadium, London |
| 9. Oktober 1999 |         |         |            | Twickenham Stadium, London |

| 10. Oktober 1999 | Italien | 25 : 28 | Tonga | Welford Road Stadium, Leicester |
| 10. Oktober 1999 |         |         |       | Welford Road Stadium, Leicester |

| 14. Oktober 1999 | Neuseeland | 101 : 3 | Italien | McAlpine Stadium, Huddersfield |
| 14. Oktober 1999 |            |         |         | McAlpine Stadium, Huddersfield |

| 15. Oktober 1999 | England | 101 : 10 | Tonga | Twickenham Stadium, London |
| 15. Oktober 1999 |         |          |       | Twickenham Stadium, London |

### Gruppe C
|    | Land       | Spiele | Siege | Unent. | Ndlg. | Spiel- punkte | Diff. | Tabellen- punkte |
| -- | ---------- | ------ | ----- | ------ | ----- | ------------- | ----- | ---------------- |
| 1. | Frankreich | 3      | 3     | 0      | 0     | 108:52        | + 56  | 6                |
| 2. | Fidschi    | 3      | 2     | 0      | 1     | 124:68        | + 56  | 4                |
| 3. | Kanada     | 3      | 1     | 0      | 2     | 114:82        | + 32  | 2                |
| 4. | Namibia    | 3      | 0     | 0      | 3     | 42:186        | − 144 | 0                |

| 1. Oktober 1999 | Fidschi | 67 : 18 | Namibia | Stade de la Méditerranée, Béziers |
| 1. Oktober 1999 |         |         |         | Stade de la Méditerranée, Béziers |

| 2. Oktober 1999 | Frankreich | 33 : 20 | Kanada | Stade de la Méditerranée, Béziers |
| 2. Oktober 1999 |            |         |        | Stade de la Méditerranée, Béziers |

| 8. Oktober 1999 | Frankreich | 47 : 13 | Namibia | Parc Lescure, Bordeaux |
| 8. Oktober 1999 |            |         |         | Parc Lescure, Bordeaux |

| 9. Oktober 1999 | Fidschi | 38 : 22 | Kanada | Parc Lescure, Bordeaux |
| 9. Oktober 1999 |         |         |        | Parc Lescure, Bordeaux |

| 14. Oktober 1999 | Kanada | 72 : 11 | Namibia | Stadium Municipal, Toulouse |
| 14. Oktober 1999 |        |         |         | Stadium Municipal, Toulouse |

| 15. Oktober 1999 | Frankreich | 28 : 19 | Fidschi | Stadium Municipal, Toulouse |
| 15. Oktober 1999 |            |         |         | Stadium Municipal, Toulouse |

### Gruppe D
|    | Land        | Spiele | Siege | Unent. | Ndlg. | Spiel- punkte | Diff. | Tabellen- punkte |
| -- | ----------- | ------ | ----- | ------ | ----- | ------------- | ----- | ---------------- |
| 1. | Wales       | 3      | 2     | 0      | 1     | 118:71        | + 47  | 4                |
| 2. | Samoa       | 3      | 2     | 0      | 1     | 97:72         | + 25  | 4                |
| 3. | Argentinien | 3      | 2     | 0      | 1     | 83:51         | + 32  | 4                |
| 4. | Japan       | 3      | 0     | 0      | 3     | 36:140        | − 104 | 0                |

| 1. Oktober 1999 | Wales | 23 : 18 | Argentinien | Millennium Stadium, Cardiff |
| 1. Oktober 1999 |       |         |             | Millennium Stadium, Cardiff |

| 3. Oktober 1999 | Samoa | 43 : 9 | Japan | Racecourse Ground, Wrexham |
| 3. Oktober 1999 |       |        |       | Racecourse Ground, Wrexham |

| 9. Oktober 1999 | Wales | 64 : 15 | Japan | Millennium Stadium, Cardiff |
| 9. Oktober 1999 |       |         |       | Millennium Stadium, Cardiff |

| 10. Oktober 1999 | Argentinien | 32 : 16 | Samoa | Stradey Park, Llanelli |
| 10. Oktober 1999 |             |         |       | Stradey Park, Llanelli |

| 14. Oktober 1999 | Wales | 31 : 38 | Samoa | Millennium Stadium, Cardiff |
| 14. Oktober 1999 |       |         |       | Millennium Stadium, Cardiff |

| 16. Oktober 1991 | Argentinien | 33 : 12 | Japan | Millennium Stadium, Cardiff |
| 16. Oktober 1991 |             |         |       | Millennium Stadium, Cardiff |

### Gruppe E
|    | Land               | Spiele | Siege | Unent. | Ndlg. | Spiel- punkte | Diff. | Tabellen- punkte |
| -- | ------------------ | ------ | ----- | ------ | ----- | ------------- | ----- | ---------------- |
| 1. | Australien         | 3      | 3     | 0      | 0     | 135:31        | + 104 | 6                |
| 2. | Irland             | 3      | 2     | 0      | 1     | 100:45        | + 55  | 4                |
| 3. | Rumänien           | 3      | 1     | 0      | 2     | 50:126        | − 76  | 2                |
| 4. | Vereinigte Staaten | 3      | 0     | 0      | 3     | 52:135        | − 83  | 0                |

| 2. Oktober 1999 | Irland | 53 : 8 | Vereinigte Staaten | Lansdowne Road, Dublin |
| 2. Oktober 1999 |        |        |                    | Lansdowne Road, Dublin |

| 3. Oktober 1999 | Australien | 57 : 9 | Rumänien | Ravenhill Stadium, Belfast |
| 3. Oktober 1999 |            |        |          | Ravenhill Stadium, Belfast |

| 9. Oktober 1999 | Vereinigte Staaten | 25 : 27 | Rumänien | Lansdowne Road, Dublin |
| 9. Oktober 1999 |                    |         |          | Lansdowne Road, Dublin |

| 10. Oktober 1999 | Irland | 3 : 23 | Australien | Lansdowne Road, Dublin |
| 10. Oktober 1999 |        |        |            | Lansdowne Road, Dublin |

| 14. Oktober 1999 | Australien | 55 : 19 | Vereinigte Staaten | Thomond Park, Limerick |
| 14. Oktober 1999 |            |         |                    | Thomond Park, Limerick |

| 15. Oktober 1991 | Irland | 44 : 14 | Rumänien | Lansdowne Road, Dublin |
| 15. Oktober 1991 |        |         |          | Lansdowne Road, Dublin |

## Finalrunde
|  | Viertelfinale | Viertelfinale |            |            | Halbfinale       | Halbfinale |  |  | Finale | Finale |
|  |               |               |            |            |                  |            |  |  |        |        |
|  |               |               |            |            |                  |            |  |  |        |        |
|  | Südafrika     | 44            |            |            |                  |            |  |  |        |        |
|  | Südafrika     | 44            |            |            |                  |            |  |  |        |        |
|  | England       | 21            |            |            |                  |            |  |  |        |        |
|  | England       | 21            | Südafrika  | 21         |                  |            |  |  |        |        |
|  |               |               | Südafrika  | 21         |                  |            |  |  |        |        |
|  |               | Australien    | 27         |            |                  |            |  |  |        |        |
|  | Australien    | Australien    | 27         | 24         |                  |            |  |  |        |        |
|  | Australien    |               |            | 24         |                  |            |  |  |        |        |
|  | Wales         | 9             |            |            |                  |            |  |  |        |        |
|  |               |               | Australien | 35         |                  |            |  |  |        |        |
|  |               |               |            | Frankreich | 12               |            |  |  |        |        |
|  | Neuseeland    | 30            |            |            |                  |            |  |  |        |        |
|  | Schottland    | 18            |            |            |                  |            |  |  |        |        |
|  | Schottland    | 18            | Neuseeland | 31         |                  |            |  |  |        |        |
|  |               |               | Neuseeland | 31         | Spiel um Platz 3 |            |  |  |        |        |
|  |               | Frankreich    | 43         |            |                  |            |  |  |        |        |
|  | Frankreich    | Frankreich    | 43         | 47         | Südafrika        | 22         |  |  |        |        |
|  | Frankreich    |               |            | 47         | Südafrika        | 22         |  |  |        |        |
|  | Argentinien   | 26            |            | Neuseeland | 18               |            |  |  |        |        |
|  | Argentinien   | 26            |            |            | 18               |            |  |  |        |        |
|  |               |               |            |            |                  |            |  |  |        |        |

### Hoffnungsrunde
| 20. Oktober 1999 | England | 45 : 24 | Fidschi | Twickenham Stadium, London |
| 20. Oktober 1999 |         |         |         | Twickenham Stadium, London |

| 20. Oktober 1999 | Schottland | 35 : 20 | Samoa | Murrayfield Stadium, Edinburgh |
| 20. Oktober 1999 |            |         |       | Murrayfield Stadium, Edinburgh |

| 20. Oktober 1999 | Irland | 24 : 28 | Argentinien | Stade Félix-Bollaert, Lens |
| 20. Oktober 1999 |        |         |             | Stade Félix-Bollaert, Lens |

### Viertelfinale
| 23. Oktober 1999 | Wales                    | 9 : 24 | Australien                                                             | Millennium Stadium, Cardiff Schiedsrichter: Colin Hawke (NZL) |
| 23. Oktober 1999 | Straftritte: Jenkins (3) |        | Versuche: Gregan (2) Tune Erhöhungen: Burke (3) Straftritte: Burke (1) | Millennium Stadium, Cardiff Schiedsrichter: Colin Hawke (NZL) |

| 24. Oktober 1999 | Südafrika | 44 : 21 | England                                | Stade de France, Saint-Denis Schiedsrichter: Jim Fleming (SCO) |
| 24. Oktober 1999 | Versuche: van der Westhuizen Rossouw Erhöhungen: de Beer (2) Straftritte: de Beer (5) Dropgoals: de Beer (5) |         | Straftritte: Grayson (6) Wilkinson (1) | Stade de France, Saint-Denis Schiedsrichter: Jim Fleming (SCO) |

| 24. Oktober 1999 | Neuseeland                                                                         | 30 : 18 | Schottland                                                                                     | Murrayfield Stadium, Edinburgh Schiedsrichter: Ed Morrison (ENG) |
| 24. Oktober 1999 | Versuche: Umaga (2) Wilson Lomu Erhöhungen: Mehrtens (2) Straftritte: Mehrtens (2) |         | Versuche: Murray Pountney Erhöhungen: Logan (1) Straftritte: Logan (1) Dropgoals: Townsend (1) | Murrayfield Stadium, Edinburgh Schiedsrichter: Ed Morrison (ENG) |

| 24. Oktober 1999 | Frankreich                                                                                       | 47 : 26 | Argentinien                                                                            | Lansdowne Road, Dublin Schiedsrichter: Derek Bevan (WAL) |
| 24. Oktober 1999 | Versuche: Garbajosa (2) Bernat-Salles Ntamack Erhöhungen: Lamaison (5) Straftritte: Lamaison (4) |         | Versuche: Pichot Arbizu Erhöhungen: Quesada (2) Straftritte: Quesada (3) Contepomi (1) | Lansdowne Road, Dublin Schiedsrichter: Derek Bevan (WAL) |

### Halbfinale
| 30. Oktober 1999 | Südafrika                                       | 21 : 27 n.V. | Australien                                    | Twickenham Stadium, London Schiedsrichter: Derek Bevan (WAL) |
| 30. Oktober 1999 | Straftritte: de Beer (6) Dropgoals: de Beer (1) |              | Straftritte: Burke (8) Dropgoals: Larkham (1) | Twickenham Stadium, London Schiedsrichter: Derek Bevan (WAL) |

| 31. Oktober 1999 | Neuseeland                                                                   | 31 : 43 | Frankreich | Twickenham Stadium, London Schiedsrichter: Jim Fleming (SCO) |
| 31. Oktober 1999 | Versuche: Lomu (2) Wilson Erhöhungen: Mehrtens (2) Straftritte: Mehrtens (4) |         | Versuche: Lamaison Dominici Dourthe Bernat-Salles Erhöhungen: Lamaison (4) Straftritte: Lamaison (3) Dropgoals: Lamaison (2) | Twickenham Stadium, London Schiedsrichter: Jim Fleming (SCO) |

### Spiel um Platz 3
| 4. November 1999 | Südafrika                                                                                     | 22 : 18 | Neuseeland                | Millennium Stadium, Cardiff Schiedsrichter: Peter Marshall (AUS) |
| 4. November 1999 | Versuche: Paulse Erhöhungen: Honiball (1) Straftritte: Honiball (3) Dropgoals: Montgomery (2) |         | Straftritte: Mehrtens (6) | Millennium Stadium, Cardiff Schiedsrichter: Peter Marshall (AUS) |

### Finale
| 6. November 1999 | Australien                                                          | 35 : 12 | Frankreich                | Millenium Stadium, Cardiff Schiedsrichter: André Watson (RSA) |
| 6. November 1999 | Versuche: Tune Finegan Erhöhungen: Burke (2) Straftritte: Burke (7) |         | Straftritte: Lamaison (4) | Millenium Stadium, Cardiff Schiedsrichter: André Watson (RSA) |

Australien
(Zweiter Titel)

## Statistiken

### Mannschaften
Die Tabelle führt die 16 teilnehmenden Mannschaften nach ihrem Abschneiden bei der Rugby-Union-Weltmeisterschaft 1999 auf.

Ergebnis der Rugby-Union-Weltmeisterschaft 1999:
Sieger
Finalist
3. Platz
4. Platz
Viertelfinalteilnahme
Keine Teilnahme
violette Kontur: über die Hoffnungsrunde aufgestiegen
Verlierer der Hoffnungsrunde
In der Gruppenphase ausgeschieden

| Mannschaft         | Spiele | Siege | Unent. | Ndlg. | Punkte | Versuche | Erhöh- ungen | Straf- tritte | Drop- goals |
| ------------------ | ------ | ----- | ------ | ----- | ------ | -------- | ------------ | ------------- | ----------- |
| Neuseeland         | 6      | 4     | 0      | 2     | 255    | 29       | 22           | 22            | 0           |
| England            | 5      | 3     | 0      | 2     | 250    | 26       | 21           | 26            | 0           |
| Australien         | 6      | 6     | 0      | 0     | 221    | 24       | 19           | 20            | 1           |
| Südafrika          | 6      | 5     | 0      | 1     | 219    | 21       | 18           | 18            | 8           |
| Frankreich         | 6      | 5     | 0      | 1     | 210    | 22       | 17           | 20            | 2           |
| Schottland         | 5      | 3     | 0      | 2     | 173    | 20       | 14           | 12            | 3           |
| Fidschi            | 4      | 2     | 0      | 2     | 148    | 17       | 15           | 10            | 1           |
| Argentinien        | 5      | 3     | 0      | 2     | 137    | 6        | 4            | 32            | 1           |
| Wales              | 4      | 2     | 0      | 2     | 127    | 14       | 12           | 11            | 0           |
| Irland             | 4      | 2     | 0      | 2     | 124    | 12       | 11           | 12            | 2           |
| Samoa              | 4      | 2     | 0      | 2     | 117    | 13       | 11           | 10            | 0           |
| Kanada             | 3      | 1     | 0      | 2     | 114    | 12       | 12           | 9             | 1           |
| Vereinigte Staaten | 3      | 0     | 0      | 3     | 52     | 5        | 3            | 7             | 0           |
| Rumänien           | 3      | 1     | 0      | 2     | 50     | 5        | 2            | 7             | 0           |
| Tonga              | 3      | 1     | 0      | 2     | 47     | 4        | 3            | 2             | 1           |
| Namibia            | 3      | 0     | 0      | 3     | 42     | 4        | 2            | 6             | 0           |
| Uruguay            | 3      | 1     | 0      | 2     | 42     | 4        | 2            | 6             | 0           |
| Japan              | 3      | 0     | 0      | 3     | 36     | 2        | 1            | 8             | 0           |
| Italien            | 3      | 0     | 0      | 3     | 35     | 2        | 2            | 7             | 0           |
| Spanien            | 3      | 0     | 0      | 3     | 18     | 0        | 0            | 6             | 0           |
| Gesamt             | 41     |       |        |       | 2417   | 242      | 191          | 255           | 20          |

### Meiste erzielte Punkte
| Rang | Spieler             | Mannschaft  | Position         | Spiele | Versuche | Erhöh- ungen | Straf- tritte | Drop- goals | Total |
| ---- | ------------------- | ----------- | ---------------- | ------ | -------- | ------------ | ------------- | ----------- | ----- |
| 1.   | Gonzalo Quesada     | Argentinien | Verbindungshalb  | 5      | 0        | 3            | 31            | 1           | 102   |
| 2.   | Matt Burke          | Australien  | Schlussmann      | 6      | 2        | 17           | 19            | 0           | 101   |
| 3.   | Jannie de Beer      | Südafrika   | Verbindungshalb  | 5      | 0        | 17           | 15            | 6           | 97    |
| 4.   | Andrew Mehrtens     | Neuseeland  | Verbindungshalb  | 5      | 0        | 11           | 19            | 0           | 79    |
| 5.   | Jonny Wilkinson     | England     | Verbindungshalb  | 4      | 1        | 8            | 16            | 0           | 69    |
| 6.   | Christophe Lamaison | Frankreich  | Verbindungshalb  | 6      | 1        | 9            | 12            | 2           | 65    |
| 7.   | Silao Leaegailesolo | Samoa       | Innendreiviertel | 4      | 2        | 11           | 10            | 0           | 62    |
| 8.   | Neil Jenkins        | Wales       | Verbindungshalb  | 4      | 0        | 12           | 11            | 0           | 57    |
| 9.   | Paul Grayson        | England     | Verbindungshalb  | 4      | 0        | 12           | 10            | 0           | 54    |
| 10.  | Kenny Logan         | Schottland  | Außendreiviertel | 4      | 0        | 9            | 11            | 0           | 51    |

Quelle:

### Meiste erzielte Versuche
| Rang | Spieler                  | Mannschaft | Position         | Spiele | Versuche |
| ---- | ------------------------ | ---------- | ---------------- | ------ | -------- |
| 1.   | Jonah Lomu               | Neuseeland | Außendreiviertel | 6      | 8        |
| 2.   | Jeff Wilson              | Neuseeland | Schlussmann      | 6      | 6        |
| 3.   | Viliame Satala           | Fidschi    | Innendreiviertel | 4      | 4        |
|      | Keith Wood               | Irland     | Hakler           | 4      | 4        |
|      | Philippe Bernat-Salles   | Frankreich | Außendreiviertel | 5      | 4        |
|      | Dan Luger                | England    | Außendreiviertel | 5      | 4        |
| 7.   | Fero Lasagavibau         | Fidschi    | Außendreiviertel | 3      | 3        |
|      | Morgan Williams          | Kanada     | Gedrängehalb     | 3      | 3        |
|      | Toutai Kefu              | Australien | Nummer Acht      | 4      | 3        |
|      | Martin Leslie            | Schottland | Flügelstürmer    | 4      | 3        |
|      | Brian Lima               | Samoa      | Außendreiviertel | 4      | 3        |
|      | Mark Taylor              | Wales      | Innendreiviertel | 4      | 3        |
|      | Phil Greening            | England    | Hakler           | 5      | 3        |
|      | Cameron Murray           | Schottland | Außendreiviertel | 5      | 3        |
|      | Ben Tune                 | Australien | Außendreiviertel | 5      | 3        |
|      | Ugo Mola                 | Frankreich | Außendreiviertel | 6      | 3        |
|      | Émile Ntamack            | Frankreich | Außendreiviertel | 6      | 3        |
|      | Joost van der Westhuizen | Südafrika  | Gedrängehalb     | 6      | 3        |

Quelle: